# Arsis (banda)
Arsis es una banda estadounidense de death metal formada en 2000 por James Malone y Michael VanDyne. La banda actualmente está firmada por Nuclear Blast.

## Historia

### Demos y Willowtip Records
Arsis fue fundada por James Malone (Guitarra, Voz) y Michael VanDyne en el año 2000, ya que ambos asistían a la Berklee College of Music en Boston. Ellos grabaron dos demos de forma independiente entre 2001 y 2002, los que los llevó a firmar un contrato con Willowtip Records el 2003, con los que lanzaron dos álbumes de larga duración y un EP entre el 2004 y el 2006. Durante este tiempo, Arsis realiza sus primeras giras nacionales junto a bandas como Misery Index, Incantation, Necrophagist, Neuraxis, Alarum, Dead to Fall, Misery Signals, The Faceless, All Shall Perish, Napalm Death y A Life Once Lost.
James Malone, principal compositor de la banda, además de guitarrista y vocalista, realizó también todo el bajo en el primer trabajo de larga duración de la banda: "A Celebration of Guilt", así como en el EP siguiente: "A Diamond of Disease". Él tiene un modelo de guitarra Washburn y ha citado a King Diamond, Mercyful Fate, Racer X, Iron Maiden, Emperor, Queenrÿche, Death, Dimmu Borgir y Dissection como influencia para él.
Michael VanDyne tocó batería en todos los lanzamientos de la banda hasta principios del 2007, donde dejó la banda para graduarse en el campo de medicina. Él ha citado como principales influencias a Scott Travis, Gene Hoglan, Dave Lombardo, Paul Bostaph, Vinny Appice y Mikkey Dee.

## "We Are The Nightmare" y cambio de alineación
Justo antes de que Michael se marchara la banda firma contrato con Nuclear Blast Records, y Michael es reemplazado por Darren Cesca. Noah Martin, quien hizo el bajo en United in Regret y Ryan Knight fueron contratados para grabar "We Are The Nightmare".
El 2008, Darren Cesca es despedido citando diferencias musicales. Fue reemplazado por Alex Tomlin y Shawn Priest en la gira.
El otoño del mismo año, Noah Martin deja la banda para terminar sus estudios universitarios.
A finales del 2008, Nick Cordle y David Kinkade entran en reemplazo en el bajo y la batería, respectivamente.
El 21 de diciembre, Ryan Knight anuncia su salida para unirse a The Black Dahlia Murder.
El 18 de marzo de 2009, James Malone emitió un comunicado explicando y pidiendo disculpas por las cancelaciones y los cambios de los últimos conciertos de su formación, citando razones personales. Poco después, se anunció que el baterista original de Mike Van Dyne volvería (aunque debido a compromisos profesionales, su capacidad de hacer una gira con la banda podía ser limitada).

### "Starve For The Devil"
En julio de 2009, se anunció que se estaba trabajando para su próximo disco, "Starve For The Devil". En septiembre, las sesiones de grabación comenzaron con Nathaniel Carter realizando el bajo y la producción fue manejada de nuevo por Chris "Zeuss" Harris. El álbum fue lanzado el 9 de febrero de 2010, y llegó a aterrizar en el puesto número 13 en el Billboard Top Album de Nuevo Artista (Heatseekers), 1.800 copias en los EE.UU durante su primera semana de lanzamiento.
En octubre y noviembre de 2009, Arsis gira por Europa con Behemoth, DevilDriver y Scar Symmetry en el Ball Tour Neckbreakers.
En enero de 2010, Arsis dio a conocer un video musical de "Forced to Rock", la primera pista de "Starve For The Devil".
En enero y febrero, Arsis gira por EE. UU. y Canadá junto a Arch Enemy, Exodus y Mutiny Within en el Tyrants of Evil North American Tour.
El 6 de marzo de 2010, Arsis realiza en el Eye Scream Metal Fest II en México junto a bandas como Sacred Reich, Cynic, Municipal Waste y Dying Fetus. 
El 13 de mayo de 2010, James Malone anunció que Noah Martin se reunió nuevamente con la banda pero al estar todavía inscrito en la universidad, no podía ir en viajes muy largos.
En noviembre del 2010, la alineación de Malone, Cordle, Martin y VanDyne giran por Europa junto a Misery Index, Grave, The Last Felony y The Rotted, seguido de una gira por EE. UU. como cabecera de cartel con Powerglove y Conducting From The Grave. 
El 9 de agosto de 2011, una versión remasterizada del álbum debut de Arsis: "A Celebration of Guilt" fue relanzada por Willowtip Records.
El año 2012 Nick Cordle dejó Arsis para ingresar como guitarrista a la banda de death metal melódico sueca Arch Enemy, remplazando al guitarrista Christopher Amott.

## Discografía
- A Celebration of Guilt (2004)
- United Regret (2006)
- We Are the Nightmare (2008)
- Starve for the Devil (2010)
- Unwelcome (2013)
- Visitant (2018)

## Miembros
- Nathaniel Carter: Bajo
- James Malone: Guitarra, voz
- Michael VanDyne: Batería
- Nick Cordle: Guitarra